# Leonhard Schumacher
Leonhard Schumacher (* 13. April 1944 in Sigmaringen) ist ein deutscher Althistoriker.
Leonhard Schumacher machte sein Abitur 1963 in Gladbeck und leistete anschließend bis 1965 seinen Wehrdienst ab. Von 1965 bis 1973 studierte er Geschichte, Klassische Philologie, Klassische Archäologie und Byzantinistik. 1973 erfolgte die Promotion an der Universität Mainz mit der Dissertation Prosopographische Untersuchungen zur Besetzung der vier hohen römischen Priesterkollegien im Zeitalter der Antonine und der Severer (96–235 n. Chr.). Bis 1981 arbeitete er weiter an der Universität Mainz als Wissenschaftlicher Assistent. Dort habilitierte er sich 1982 mit der Arbeit Servus Index. Sklavenverhör und Sklavenanzeige im republikanischen und kaiserzeitlichen Rom. Bis 1984 lehrte Schumacher in Mainz, wurde dann auf eine C3-Professur an der Universität Kiel berufen und wechselte 1987 auf einen Lehrstuhl an die Universität Duisburg. Von 1991 bis 1994 war er dort Prorektor für Lehre und Studium. 1994 kehrte er als C4-Professor nach Mainz zurück und lehrte dort bis zu seiner Pensionierung im Jahr 2009. In Mainz war er von 2003 bis 2005 Dekan des Fachbereichs Geschichtswissenschaft. Seine Nachfolgerin wurde Marietta Horster.
Schumachers Forschungsschwerpunkte sind die antike Sozial- (vor allem die Geschichte der Sklaverei) und Wirtschaftsgeschichte, Rechtsgeschichte, antike Religionsgeschichte, Epigraphik, Numismatik und Rezeptionsgeschichte der Antike. Er ist Herausgeber der Mainzer Althistorischen Studien. Er war Leiter des Teilprojektes A.3: Staatliche und städtische Kulte im Spannungsfeld von Ost und West. Kultentwicklung, Ritual und soziologische Rahmenbedingungen im Blick und Zentren und Peripherien (von der phönikischen Kolonisation bis zum Beginn der Spätantike) und B.4: Wirtschaftliche, technologische und kulturelle Kontakte im Rahmen des Fruchtbaren Halbmondes und angrenzender Gebiete. Vom Hellenismus bis zum Beginn der arabischen Zeit im Sonderforschungsbereich 295: Kulturelle und sprachliche Kontakte. Prozesse des Wandels in historischen Spannungsfeldern Nordostafrikas/Westasiens. Seit 1988 war er Sachverständiger der Akademie der Wissenschaften und der Literatur. Zu seinen akademischen Schülern gehört unter anderem Sven Günther.

## Schriften (Auswahl)
- Prosopographische Untersuchungen zur Besetzung der vier hohen römischen Priesterkollegien im Zeitalter der Antonine und der Severer (96–235 n. Chr.). Dissertation, Mainz 1973.
- Römische Kaiser in Mainz im Zeitalter des Principats (27 v. Chr. – 284 n. Chr.). Studienverlag Brockmeyer, Bochum 1982, ISBN 3-88339-230-8.
- Servus Index. Sklavenverhör und Sklavenanzeige im republikanischen und kaiserzeitlichen Rom (= Forschungen zur antiken Sklaverei. Band 15). Steiner, Wiesbaden 1982, ISBN 3-515-03830-2.
- Römische Inschriften. lateinisch, deutsch. Reclam, Stuttgart 1988, ISBN 3-15-008512-8.
- (Hrsg.): Religion – Wirtschaft – Technik. Althistorische Beiträge zur Entstehung neuer kultureller Strukturmuster im historischen Raum Nordafrika/Kleinasien/Syrien (= Mainzer Althistorische Studien. Band 1). Scripta-Mercaturae-Verlag, St. Katharinen 1999, ISBN 3-89590-066-4.
- Sklaverei in der Antike. Alltag und Schicksal der Unfreien  (= Beck's archäologische Bibliothek). C. H. Beck, München 2001, ISBN 3-406-46574-9 (Rezension von Nils Müller).
- mit Oliver Stoll (Hrsg.): Sprache und Kultur in der kaiserlichen Provinz Arabia. Althistorische Beiträge zur Erforschung von Akkulturationsphänomenen im römischen Nahen Osten (= Mainzer Althistorische Studien. Band 4). Scripta-Mercaturae-Verlag, St. Katharinen 1999, ISBN 3-89590-140-7.
- Corpus der römischen Rechtsquellen zur antiken Sklaverei. Teil 6: Stellung des Sklaven im Sakralrecht (= Forschungen zur antiken Sklaverei. Band 3,6). Steiner, Stuttgart 2007, ISBN 3-515-08977-2.